# فطيرات
الفطيرات هي عبارة عن سابليه مغطى بطبقة من الفانيليا والليمون.

## الوصف
الفطيرات هي معجنات جزائرية تقليدية. وهي عبارة عن سابليه مغطى بكريمة الفانيليا والليمون ( الطلية). تُقدم خلال حفلات الزفاف وختان الأطفال.